# Shtandart (1999)
 (25 juillet 2025).
Le Shtandart (en russe Штанда́рт qui signifie « étendard » en russe, calqué sur la prononciation du mot allemand « Standart ») est la réplique d'une frégate russe du XVIIIe siècle du même nom, navire amiral du tsar Pierre le Grand. Ce navire est un trois-mâts carré de 34,5 m de longueur, lancé en 1999.
Dans le cadre de l'Invasion de l'Ukraine par la Russie, il est utilisé à des fins de propagande par la Russie.

## Historique du navire

### Le navire original
Lors la Grande guerre du Nord, la Russie gagne un accès à la mer dans le Nord de l'Europe. Pierre le Grand commence la construction d'une flotte sur le modèle des navires européens de l'époque.

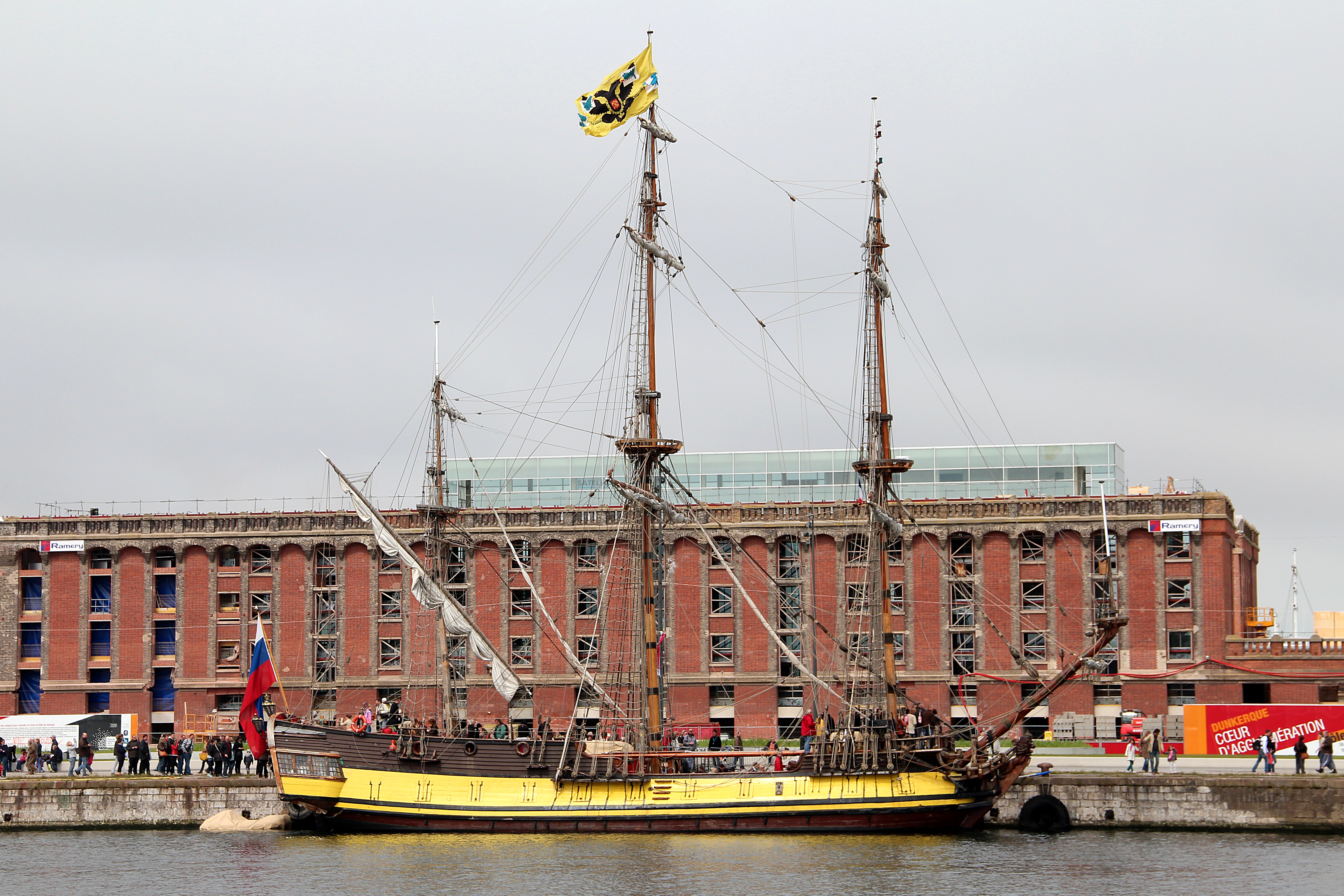
Lors du grand rassemblement maritime à Dunkerque en 2013.

Le Shtandart est le premier navire de cette nouvelle flotte russe.
Le navire, commandé par le tsar lui-même, est engagé dans de nombreuses batailles (notamment contre la Suède) et devient le symbole de la flotte russe.
Mise en service en 1703, il y restera jusqu’en 1719, date à laquelle Pierre Ier ordonnera sa préservation en tant que premier-né de la flotte et témoin du génie maritime russe. En 1727, lors de réparations, la coque tombe en pièce, coupée par les câbles de hissage et le navire est démoli.

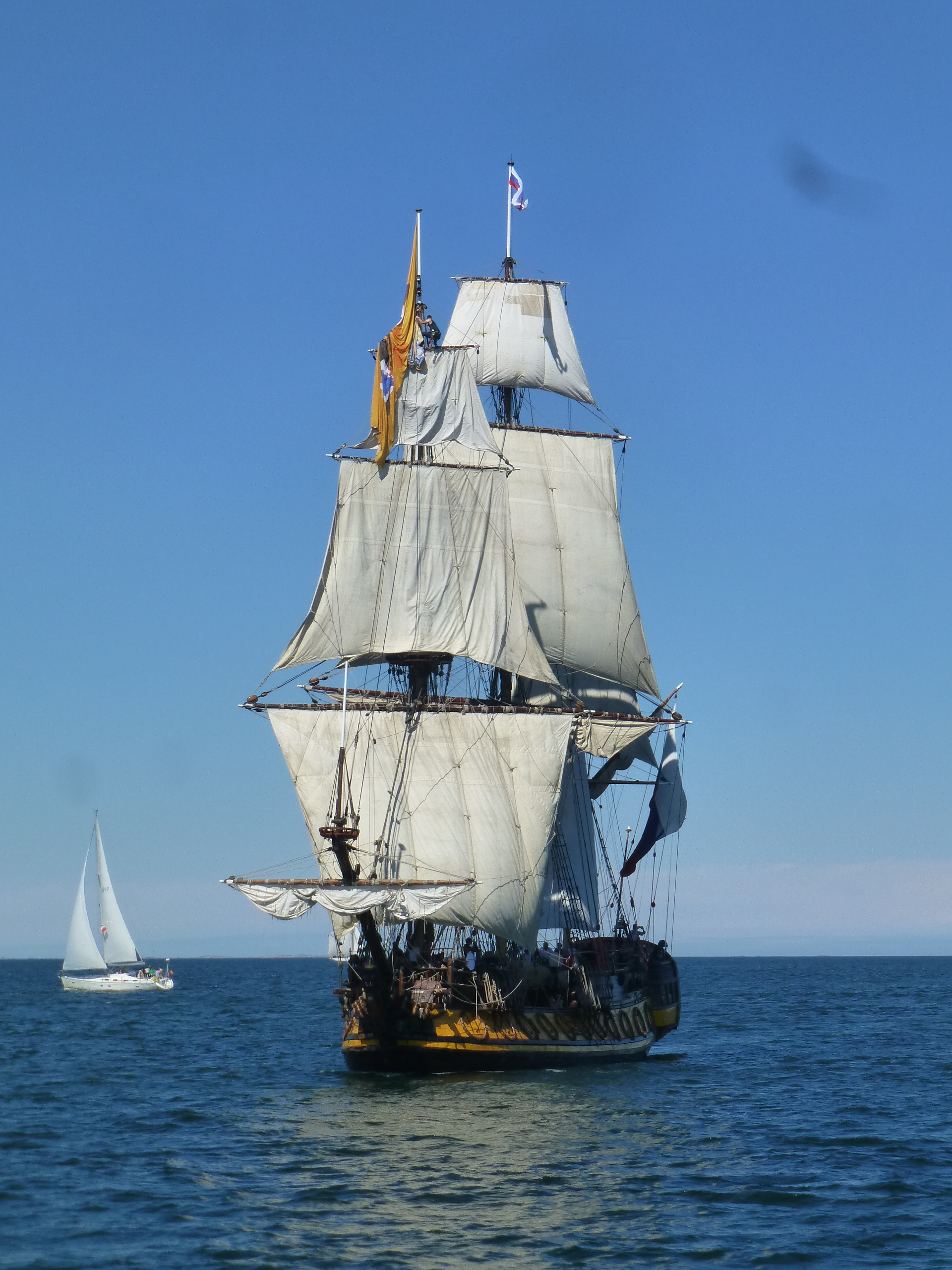
Le Shtandart au début des Tall ships' races en 2017 (Turku, Finlande).

### Construction de la réplique
C'est sur l'emplacement d'un ancien chantier naval sur les rives de la Neva que la réplique du Shtandart est réalisée en 5 ans, de 1994 à 1999.
Cette réplique est construite par le Centre d'éducation maritime de Saint-Pétersbourg dans le cadre du Shtandart Project. Ce projet consiste à former de jeunes russes à la construction navale en bois et à la navigation traditionnelle à la voile. Cette initiative est sponsorisée par les gouvernements russe et britannique, et aussi par l'apport financier de donateurs étrangers. Le navire est la propriété du Shtandart Project de Saint-Pétersbourg, une association russe à but non lucratif proposant des croisières de formation.
Le bois nécessaire à la construction provient de la forêt de Lindulovskaya à côté de Reschino.

### Lancement
Le lancement a lieu le 4 septembre 1999. Dès 2000, il participe à de nombreuses manifestations navales en effectuant ses premiers voyages vers les Pays-Bas et la Grande-Bretagne.
Le Shtandart reste cinq mois à quai à Saint-Malo pendant l'hiver 2001 afin d'attendre le dégel de son port d'attache pour devenir un navire-école international et aussi un bateau musée en tant que réplique.

## Visites en France

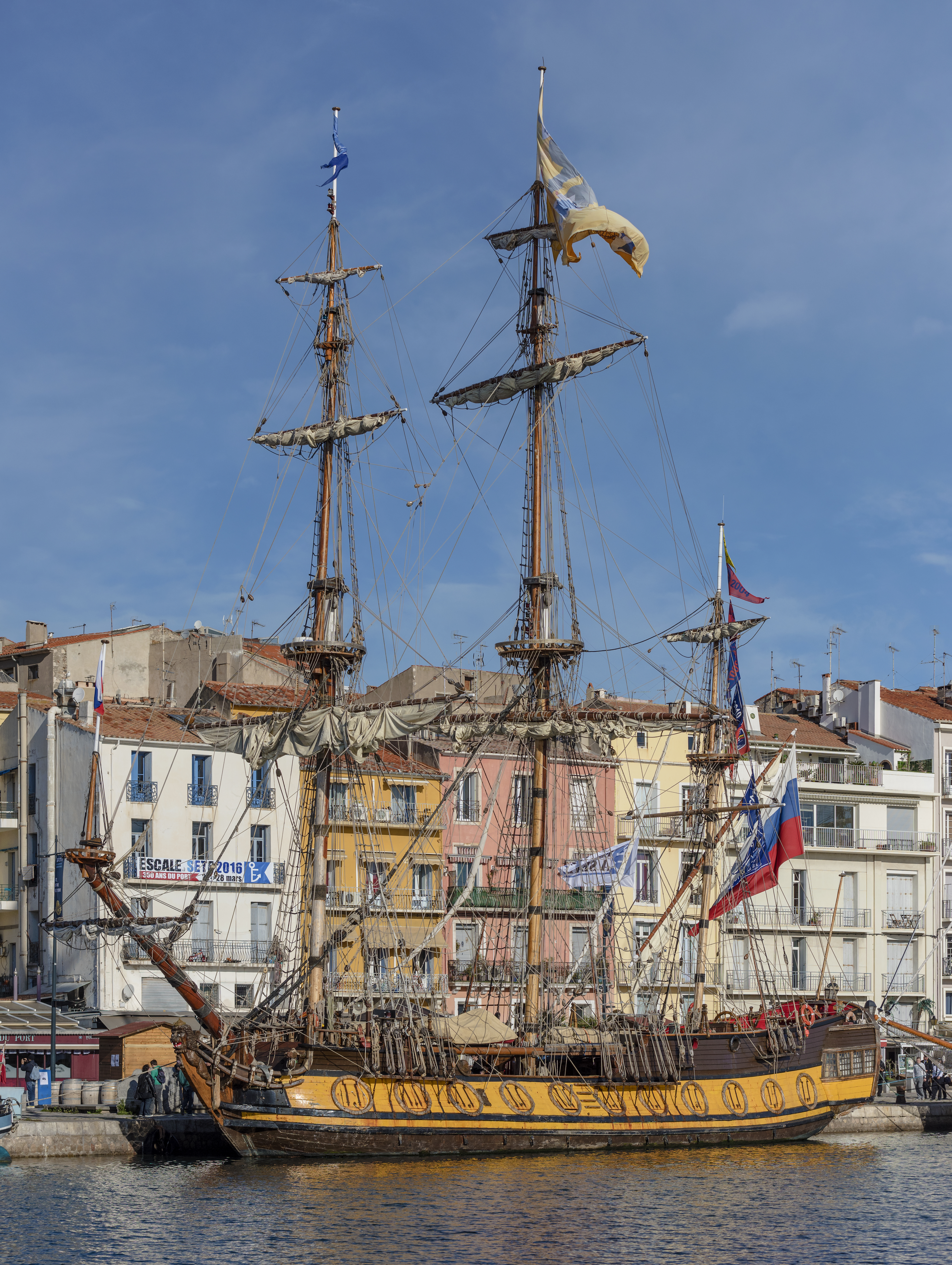
Le Shtandart amarré à Sète durant le festival Escale à Sète en 2016.

En 2016, il fait escale à Rochefort, où il remplace la frégate Hermione pendant son voyage à Brest. 
En septembre 2017, à Honfleur, le programme de la 25e édition du Festival du cinéma russe à Honfleur est dévoilée à son bord.
En 2020, après un arrêt inopiné aux Sables d’Olonne fin octobre, il est présent en mer pour le départ du Vendée Globe.

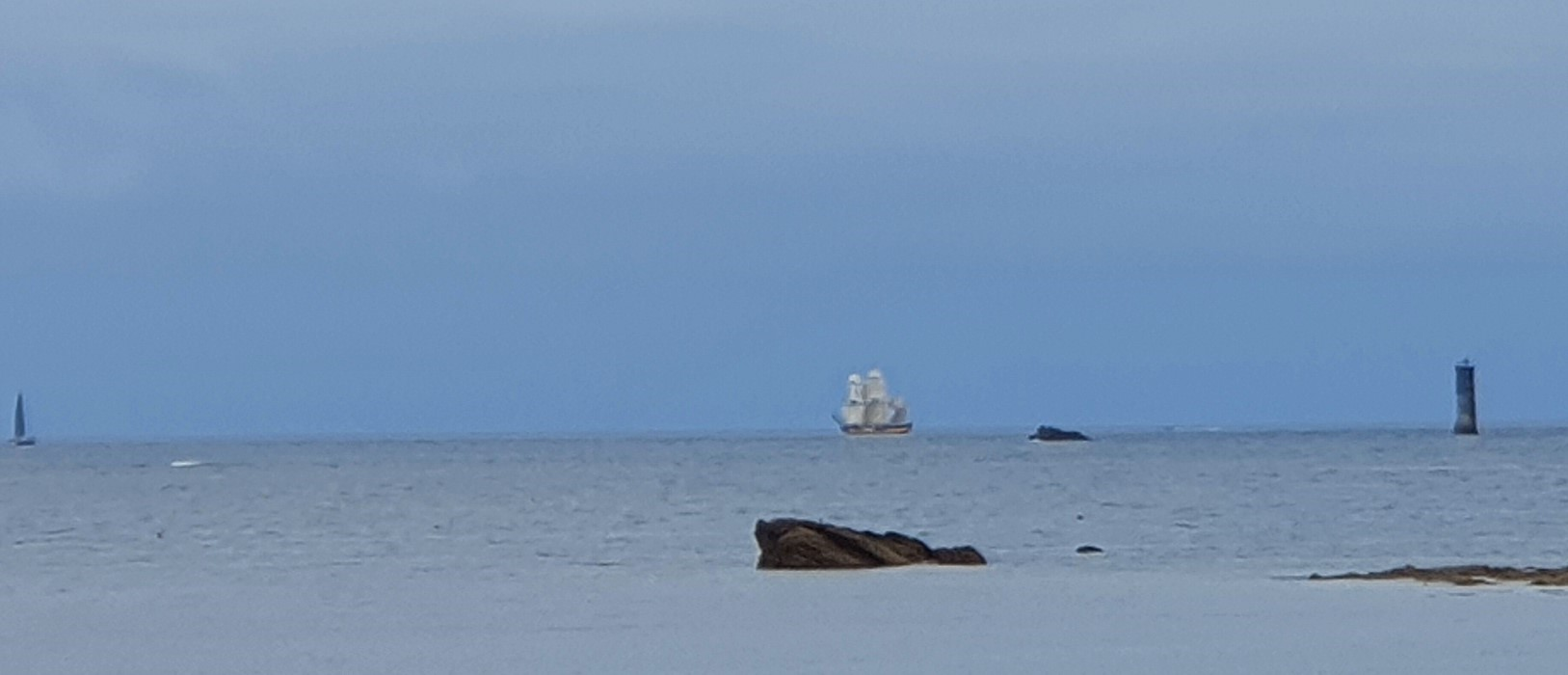
La frégate Shtandart au large de St Guénolé le 18 août 2021.

Il passe le week-end du 13 au 15 août 2021 à Caen où il est ouvert à la visite. Il rejoint ensuite Concarneau le 18 août 2021 où il reste un après-midi après être passé au large de la Pointe du Raz et de Saint-Guénolé. Il devait ensuite passer par La Rochelle du 20 au 25 août avant de repartir pour la Baltique rejoindre Klaipéda en Lituanie.
Les sanctions consécutives à l'invasion de l'Ukraine par la Russie en 2022 font que ce bateau se voit interdit de pénétrer dans un port européen, mais il obtient une autorisation pour débarquer à La Rochelle en juin,.
Il est inscrit à Fécamp Grand'Escale 2024, aux fêtes maritimes de La Rochelle en 2024 pour sa première édition du 20 au 23 juin et à Brest 2024, mais il ne peut pas participer aux fêtes maritimes de Brest ni faire escale dans les ports du Finistère, en raison d'un arrêté préfectoral en lien avec une récente modification réglementaire incluant désormais les « navires répliques historiques » dans l’interdiction faite aux navires russes d’accéder aux ports des pays membres de l’Union européenne.
Il change de pavillon pour les îles Cook le 6 juin 2024, ce qui ne lui permet pas d'échapper aux sanctions, qui demeurent applicable aux navires ayant changé de pavillon après le 24 février 2022.

## Propagande russe
Dans le cadre de l'Invasion de l'Ukraine par la Russie, le Shtandart contribue aux opérations de Guerre hybride menée par la Russie, multipliant les provocations afin de déstabiliser la France, soutenue par la presse de Moscou,.

## Filmographie
Le Shtandart apparait dans les films suivants :
- 2007 : Fantassins, seuls en première ligne, film historique russe également traduit en Le Serviteur du Souverain, réalisé par Oleg Ryaskov (en).
- 2011 : Mémoires d'un agent secret (en), film historique russe et série TV réalisé par Oleg Ryaskov.
- 2011 : Conquest, long-métrage néerlandais historique réalisé par Reinout Oerlemans.
- 2015 : Michiel de Ruyter, film historique néerlando-belge coproduit, photographié et réalisé par Roel Reiné, sorti en 2018 en France sous le titre Armada.
- 2024 : L'Incroyable Odyssée du Shtandart, film documentaire réalisé par Mélanie Gribinski.